# Army of Two: The Devil's Cartel
Army of Two: The Devil's Cartel é um videojogo de tiro na terceira pessoa produzido pela Visceral Games. The Devil's Cartel foi publicado a 26 de Março de 2013 pela Electronic Arts para a PlayStation 3 e Xbox 360. O jogo é a sequência de Army of Two: The 40th Day. É o primeiro jogo da série que usa o motor Frostbite 2, os dois antecedentes usavam o motor Unreal Engine 3. O jogo foi mal recebido pelos críticos com as análises ao jogo a serem medíocres, com uma média de 60/100 para PlayStation 3 e de 55/100 para Xbox 360 no Metacritic.

## Jogabilidade
Os jogos antecedentes da série focaram-se nas personagens Salem e Rios, em Army of Two: The Devil's Cartel centra-se em redor dos dois novos operativos da T.W.O.: Alpha e Bravo. É especulado que a razão pela qual que têm nomes de código é para dar ao jogador a sensação que é ele que está lutar nas missões.
The Devil's Cartel tem de novo o modo Overkill, existente apenas no primeiro jogo da série. Quando em modo Overkill os jogadores ficam invencíveis por um breve período de tempo. No entanto, mecanismos como "costas com costas", jogar "papel-pedra-tesoura" com o parceiro, e outras acções cooperativas, foram removidas por forma a criar uma jogabilidade mais fluída sem interrupções.

## Sinopse
Enquanto que os outros dois jogos da série focavam-se nos personagens Salem e Rios, em The Devil's Cartel existe dois novos operativos da Tactical Worldwide Operations (T.W.O.): Alpha e Bravo. Em The Devil's Cartel,  Alpha e Bravo são colocados no México, no meio de uma guerra contra os traficantes que comercializam drogas. Com a habilidade e o poder de destruição, os jogadores têm de trabalhar em conjunto com os seus objectivos por desvendar, as alianças começam a confundir-se e ao mesmo tempo a enfrentar o impiedoso cartel conhecido como La Guadaña (espanhol para "A Gadanha").

## Marketing
Em Novembro de 2012 a Electronic Arts revelou a edição Army of Two: The Devil's Cartel - Overkill Edition. A edição, disponível com as pré-reservas, contém: o Kit TAH-9, uma arma secundária automática com fato e máscara; o Kit Overkill, um conjunto de novas missões cooperativas (Overkillers Contracts), uma caçadeira dupla com fato e máscara; o Kit Day of The Dead, duas máscaras, uma AK-47 e um fato tudo personalizado em celebração ao Dia dos Mortos mexicano.
Uma demonstração de Army of Two: The Devil's Cartel ficou disponível nos dias 12 de 13 de Março de 2013 para Xbox 360 e PlayStation 3, respectivamente.

## Recepção
As análises ao jogo foram medíocres, com uma média de 60/100 para PlayStation 3 e de 55/100 para Xbox 360 no Metacritic.
A IGN deu a pontuação de 5/10 elogiando o decente parceiro IA, mas critica a história, personagens, movimentos deficientes, características removidas e a má apresentação e conclui a análise dizendo "Se queres mesmo experimentar esta mediocridade, Army of Two: The Devil's Cartel se calhar é melhor se jogado com um amigo… mas amigos não deixam os amigos jogar jogos medíocres e tediosos." A Destrucoid deu 4/10. A EGM deu 5/10. A Game Informer deu 6.5/10, chamando-o "Destruição cheia de erros mas engraçada."
A Eurogamer deu a pontuação de 6/10 e diz que Army of Two: The Devil's Cartel é "um jogo que põe à mostra evidentes fragilidades em termos de gameplay e raramente proporciona desafios verdadeiramente originais e inovadores."
A Polygon deu a pontuação de 5/10 e conclui a análise dizendo que "ao emburrizar os inimigos e dar ênfase à matança, a Visceral Montreal retirou a necessidade de cooperação e de estratégia por o qual, potencialmente, a série é conhecida (embora nunca realizado). As mudanças feitas em Army of Two: The Devil's Cartel não atraem a grande audiência dos shoot-em up — e o resultado final, é o canto do cisne para a série, que nunca consegui acompanhar o hype, e uma série que vou esquecer com o tempo na altura que a acabar de jogar."
A ENE3 deu a pontuação de 3/5 e diz que "Army of Two: The Devil's Cartel é o terceiro jogo da série e talvez o mais fraco", criticando muito a "fraca IA", a ausência de história, a componente técnica e dizendo que o jogo é "aborrecido se jogado sozinho" mas é uma "agradável experiência em coop".